# 拉哥拉斯
拉哥拉斯（希臘語: Λαγoρας ; 前三世紀人物），克里特人，原是傭兵軍官。
前219年，他在托勒密埃及的托勒密四世時服役，當塞琉古帝國與托勒密王朝爆發第四次敘利亞戰爭時，埃及將領尼古拉斯派遣他守衛貝魯特附近黎巴嫩山頭，來阻止安條克三世朝托勒邁斯前進。但他遭到塞琉古軍擊退，後來兵敗投降，成為塞琉古帝國的軍官。
前215年，安條克三世進軍小亞細亞對抗自立為王的阿凱夫斯，並把他包圍在薩第斯。拉哥拉斯發現薩第斯有一段險地防衛不夠嚴密，於是安條克便讓拉哥拉斯和精銳部隊去強行突破，由此攻入薩第斯。

## 腳註
1. ↑  波利比烏斯, v. 61, vii. 15-18

## 來源
- 波利比烏斯; Histories （页面存档备份，存于）, Evelyn S. Shuckburgh (譯者); 倫敦 - 紐約, (1889)
- 威廉·史密斯，《希腊羅馬的神話和傳記辭典》, "Theodotus (5)" （页面存档备份，存于）, 波士頓, (1867)